# کارل-ایبه اندرسن
کارل-ایبه اندرسن (دانمارکی: Carl-Ebbe Andersen؛ ۱۹ ژانویه ۱۹۲۹ – ۱۴ ژوئن ۲۰۰۹) قایقران روئینگ اهل دانمارک بود.
وی در مسابقات کشوری و بین‌المللی در مجموع برندهٔ ۱ مدال طلا، ۱ مدال برنز شده‌است.